# Тюркология (журнал)
«Тюрколо́гия» — международный научный журнал Азербайджана. Выходит с января 1970 года. Публикует теоретические статьи по всем разделам тюркологии.

## Общие сведения
Публикуемые в журнале статьи языковедческого характера посвящены вопросам фонетики, грамматики, лексики тюркских языков, их исторического развития, истории литературных языков и диалектов, стилистике и теории перевода, новейшим методам лингвистики, проблемам теории и методологии тюркского языкознания.
Журнал публикует также статьи по проблемам нормализации литературных языков (совершенствование алфавитов и орфографии, установление норм орфоэпии, разработка принципов терминологии и т. п.).
В области литературоведения в центре внимания находятся проблемы национального своеобразия и содержания литератур тюркских народов. Освещается изучение классических и современных тюркских литератур, их поэтики, стилистики и языка, а также комплекс вопросов, связанных с исследованием различных фольклорных жанров и особенно эпических сказаний тюркоязычных народов мира.
Большое значение придаётся также публикации рецензий, обзоров, персоналий и хроники.
Журнал рассчитан на научных работников, преподавателей, аспирантов, докторантов, бакалавров и всех интересующихся вопросами тюркской филологии.

## История

### Журнал «Советская тюркология»
Журнал был основан по следам итогов Всесоюзной переписи населения, проведённой в 1959 году и показавшей, что в многонациональном советском государстве живут 23 тюркоязычных народа, насчитывающих 25 миллионов человек: азербайджанцы, казахи, узбеки, туркмены, киргизы, татары, башкиры, чуваши, тувинцы, якуты, алтайцы, хакасы, кумыки, карачаевцы, балкарцы, ногайцы, каракалпаки, гагаузы и другие. По численности людей, говорящих на тюркских языках, в СССР им принадлежало второе место после восточнославянских языков.
Вместе с тем, в республиках и областях союзного государства имелись высококвалифицированные кадры тюркологов, исследовавшие внутренние закономерности специфики своих родных языков и литератур, способные решать вопросы теории и практики тюркской филологической науки. Из-за отсутствия централизованного тюркологического органа печати эти исследования не выходили на всесоюзную арену, оставаясь в рамках республик и областей, на страницах местных журналов и сборников. В целях дальнейшего развития советской тюркологии Президиум АН СССР вынес постановление об издании всесоюзного журнала «Советская тюркология», который был призван объединить силы учёных, обеспечить широкий обмен идеями, опытом, результатами исследований и содействовать более успешному развитию тюркской филологии.
Первый номер журнала издан в апреле 1970 года. Периодичность журнала составляла 6 номеров в год. Несмотря на то, что журнал был органом двух академий — Академии наук СССР и Академии наук Азербайджанской ССР, он стал плодом совместного творческого труда широкого круга тюркологов мира.
С первых номеров «Советская тюркология» утвердилась в репутации одного из лучших научно-теоретических тюркологических журналов мира. Широта проблем нашла отражение в следующих постоянных рубриках журнала: «Структура и история языка», «Языковые связи», «Вопросы фольклористики и литературоведения», «Ономастика», «Дискуссии и обсуждения», «История отечественной тюркологии», «Сообщения и обзоры», «Рецензии», «Научная жизнь», «Персоналия», «Хроника».
Со времени основания журнала до июля 1987 года его главным редактором был всемирно признанный учёный-тюрколог академик АН Азербайджанской ССР М.Ш. Ширалиев. В разные годы с журналом активно сотрудничали и входили в состав его редколлегии такие известные учёные, как Г. А. Абдурахманов, П. А. Азимов, Н. А. Баскаков, М. А. Дадашзаде, Г. И. Ломидзе, М. З. Закиев, С. Н. Иванов, С. К. Кенесбаев, А. Н. Кононов, Н. И. Конрад, Х. Г. Короглы, Э. Р. Тенишев, Б. Ч. Чарыяров, К. Яшен и другие.
С июля 1987 года главным редактором являлся выдающийся тюрколог, член-корреспондент АН ССР
Эдхям Тенишев.

## Журнал «Тюркология»
После распада Советского Союза в 1992 году правопреемником всесоюзного научно-теоретического журнала «Советская тюркология» стал научный журнал «Тюркология», учредителями которого являлись Академии наук Азербайджана, Башкортостана, Казахстана, Кыргызстана, России, Татарстана, Туркменистана и Узбекистана.
Решением Президиума Академии наук Азербайджана от 16 января 1993 года учредителем международного научного журнала «Тюркология» стала Академия Наук Азербайджана, а его издателем — Институт языкознания им. Насими. Тот факт, что издание журнала осуществляется в Баку, не случаен. Столица Азербайджана хранит традиции тюркологического центра. Именно здесь в 1926 году состоялся Первый Всесоюзный тюркологический съезд.
С января 1993 года по настоящее время главным редактором «Тюркологии» является академик Агамуса Ахундов. Этот период отмечен изменениями в составе редколлегии и рубрикации журнала. Члены редколлегии: академик К. Абдуллаев, доктор филологических наук Г. Бахшалиева, доктор филологических наук Ф. Вейсялли, чл.-корр. НАН Азербайджана А. Гулиев, чл.-корр. НАН Азербайджана Н. Джафаров, чл.-корр. НАН Азербайджана Т. Гаджиев, доктор филологических наук М. Иманов, чл.-корр. НАН Азербайджана Т. Керимли, доктор филологических наук А. Мамедов, С. Сулейманова (зам. гл. редактора) и доктор филологических наук Н. Худиев.
Международными консультантами являются такие видные учёные, как доктор Чонг Жин Ох (Южная Корея), доктор Ф. Ганиев (Татарстан), доктор И. Кормушин (Россия), доктор К. Конкабаев (Кыргызстан), Хаяси Тоору (Япония), доктор М. Мусаоглы (Турция), доктор М. Соегов (Туркменистан), доктор Ш. Акалын (Турция), доктор Т. Меликов (Россия), PhD по филологическим наукам В. Гаранфил (Молдова).
В настоящее время журнал «Тюркология» по-прежнему пользуется репутацией ведущего научного журнала и продолжает отражать достижения современных исследований в мировой тюркологической науке. Часть авторов представляют страны ближнего и дальнего зарубежья. В журнале публикуются научные статьи, прошедшие экспертную оценку редакционной коллегии.
Журнал входит в Список научных журналов ВАК Азербайджана, в которых должны публиковаться основные научные результаты диссертаций на соискание учёных степеней докторов наук и докторов философии.
Все номера журнала «Тюркология» представлены в центральных научных библиотеках Азербайджана. В рамках проекта международного книгообмена Фундаментальная библиотека НАН Азербайджана отправляет журнал в центральные библиотеки городов и университетов Боснии, Болгарии, Венгрии, Польши, Румынии, Германии, Финляндии, Франции, Италии, Японии, США, России, Беларуси, Украины, Казахстана, Узбекистана, Туркменистана.